# Bakeridesia
Bakeridesia es un género con 28 especies de fanerógamas perteneciente a la familia  Malvaceae. Es originario de Centroamérica y se distribuye desde México hasta el norte de Sudamérica.

## Descripción
Son arbustos o arbolitos, que alcanzan los 1–8 m de alto, densamente pubescentes con tricomas estrellados y con frecuencia ferrugíneos. Las hojas anchamente cordado-ovadas, más angostas y truncadas en las inflorescencias, agudas o acuminadas en el ápice, enteras; pecioladas. Las inflorescencias son complejas o las flores solitarias o apareadas en las axilas; cáliz generalmente acostillado, a veces plegado cuando en yema; los pétalos generalmente amarillos, muchas veces con una mancha roja en la base. Los frutos esquizocárpicos con tricomas estrellados, negruzcos, carpidios 7–27, muchas veces con un ala lacerada en el margen dorsal; con 2-7 semillas por carpidio.

## Taxonomía
Fue descrito por Bénédict Pierre Georges Hochreutiner  y publicado en Annuaire du Conservatoire et Jardin Botaniques de Genève  15-16: 298-303, en el año 1913.   La especie tipo es Bakeridesia galeottii (Baker f.) Hochr.

## Especies
| - Bakeridesia amoena - Bakeridesia andrade-limae - Bakeridesia bakerana - Bakeridesia bakeriana - Bakeridesia bezerrae - Bakeridesia esculenta - Bakeridesia exalata - Bakeridesia ferruginea - Bakeridesia galeottii - Bakeridesia gaumeri - Bakeridesia gloriosa - Bakeridesia integerrima - Bakeridesia lanata - Bakeridesia macrantha | - Bakeridesia molinae - Bakeridesia nelsonii - Bakeridesia notolophium - Bakeridesia pickelii - Bakeridesia pittieri - Bakeridesia purpurascens - Bakeridesia rufinervis - Bakeridesia rufivela - Bakeridesia sellowiana - Bakeridesia senilis - Bakeridesia subcordata - Bakeridesia torrendii - Bakeridesia vulcanicola - Bakeridesia yucatana |